# Черепово (Даугавпилс)
Черепо́во (латыш. Čerepova) — район города Даугавпилс (Латвия).

## История
Район начал складываться во 2-й половине XIX века. Промышленный узел города, возник в послевоенное время за линией железной дороги на Краславу, ограничен по периметру соседними районами города Новое Строение, Ругели, Гаёк, рекой Западная Двина. Центральная улицей является Елгавас, другими важными улицами являются Стиклу, Дундуру, Патверсмес и Нометню. Есть семь пятиэтажных зданий на горке, далее одноэтажная частная застройка. Предприятия строительной отрасли, нефтебаза, ЖБК, бетонный завод.

## Современность
Продолжает оставаться районом сосредоточения фирм и предприятий, есть нефтебаза, принадлежащая фирме «Диназ». Через район курсируют автобусы № 10, 10B ,10P. по улице Елгавас в Ругели и маршрутка № 10A.